# Petenaea cordata
Petenaea là một chi thực vật hạt kín chỉ chứa 1 loài cây bụi có hoa màu đỏ yên chi, cao tới 4–6 m, quả màu đỏ tía, có ở miền bắc Trung Mỹ với danh pháp Petenaea cordata. Các tên gọi này được Cyrus Longworth Lundell công bố trên tạp chí Wrightia 3:24 năm 1962.
Petenaea cordata lần đầu tiên được miêu tả là thuộc họ Elaeocarpaceae (nay thuộc bộ Oxalidales) và sau đó đặt trong họ Tiliaceae hay Muntingiaceae, nhưng phần lớn các tác giả không chắc chắn về các quan hệ ở cấp họ của nó. Nó được coi là một đơn vị phân loại incertae sedis trong phân loại phiên bản năm 2009 của Angiosperm Phylogeny Group.
Việc thu thập mẫu gần đây đã được Christenhusz và ctv (2010) tiến hành tại Guatemala, và phân tích của cả rbcL lẫn atpB trong ma trận thực vật hạt kín lớn của Soltis và ctv, nghiên cứu lấy mẫu hoàn thiện nhất cho tới nay, đã chỉ ra mối quan hệ được hỗ trợ vừa phải với chi Tapiscia (họ Tapisciaceae, thành viên duy nhất của bộ mới được công nhận là Huerteales trong ma trận này) ở mức hỗ trợ tự trợ là 81%. Sau đó, các tác giả đã tiến hành phân tích chặt chẽ hơn, sử dụng ma trận rbcL/atpB của Bayer và ctv. cho bộ Malvales, được bổ trợ thêm bằng các chi khác của bộ Huerteales từ các nghiên cứu đã công bố. Kết quả của họ chỉ ra mối quan hệ chị-em xa, hỗ trợ yếu với chi Gerrardina (họ Gerrardinaceae, bộ Huerteales) có ở châu Phi. Sau khi so sánh các đặc trưng đã trích dẫn trong các tài liệu và kiểm tra mẫu vật có trong tập mẫu cây của cả hai chi, họ thấy rằng không có đặc trưng chia sẻ giữa chúng với tổ tiên chung gần nhất của chính chúng (synapomorphy) dễ thấy đối với cả Gerrardina lẫn Petenaea hay bất kỳ mối quan hệ nào của chi sau, và vì thế họ đã đề xuất họ đơn chi mới là Petenaeaceae. Bộ đa hình thái Huerteales như thế có thể sẽ bao gồm 4 họ: Dipentodontaceae, Gerrardinaceae, Petenaeaceae và Tapisciaceae.